# قحزه العليا (حبيش)

تعديل مصدري - تعديل

قحزه العليا هي إحدى قرى عزلة قحزة بمديرية حبيش التابعة لمحافظة إب، بلغ تعداد سكانها 394 نسمة حسب تعداد اليمن لعام 2004.